# النزيف داخل النسيج المتني
النزيف داخل النسيج المتني هو أحد أشكال النزيف داخل الدماغ حيث يحدث النزيف داخل النسيج الحشوي (المتن) في الدماغ. الشكل الآخر هو النزيف داخل البطين.
يشكل النزيف داخل النسيج المتني ما يقرب من 8-13٪ من جميع السكتات الدماغية وينتج عن مجموعة واسعة من الاضطرابات. ومن المرجح أن يؤدي إلى الوفاة أو الإعاقة الشديدة أكثر من سكتة دماغية بنقص التروية أو نزيف تحت العنكبوتية، وبالتالي يشكل حالة طبية طارئة فورية. قد يؤدي نزيف داخل المخ والوذمة المصاحبة له إلى تعطيل أو ضغط الأنسجة الدماغية المجاورة، مما يؤدي إلى خلل وظيفي عصبي. قد يتسبب الإزاحة الكبيرة لمتن الدماغ في ارتفاع الضغط داخل القحف (ICP) ومتلازمات الفتق المحتملة المميتة.

## العلامات والأعراض
تُحدد الأعراض السريرية للنزيف داخل المتن من خلال حجم وموقع النزيف، ولكن قد تشمل ما يلي:
- ارتفاع ضغط الدم، الحمى، أو عدم انتظام ضربات القلب
- تيبس الرقبة
- نزيف الشبكية تحت الزجاجية
- تغيرات في مستوى الوعي
- عدم تساوي حدقة العين، الرعاش العيني
- عجز عصبي البؤري
- البطامة - خزل شقي معاكس، فقدان حسي معاكس، شلل في حركة العين المترافقة معاكسة، نصف عمى نصفي متجانس، فقدان القدرة على الكلام، إهمال نصف الجسم، أو فقدان القدرة على الأداء الحركي
- المهاد - فقدان حسي معاكس، خزل شقي معاكس، شلل في حركة العين المترافقة، نصف عمى نصفي متجانس، تقبض الحدقة، فقدان القدرة على الكلام، أو الارتباك
- الفصوص الدماغية - خزل شقي معاكس أو فقدان حسي معاكس، شلل في حركة العين المترافقة معاكسة، نصف عمى نصفي متجانس، فقدان الإرادة، فقدان القدرة على الكلام، إهمال نصف الجسم، أو فقدان القدرة على الأداء الحركي
- النواة الذنبية - خزل شقي معاكس، شلل في حركة العين المترافقة معاكسة، أو الارتباك
- جذع الدماغ - شلل رباعي، ضعف في الوجه، انخفاض مستوى الوعي، شلل في حركة العين المترافقة، ارتعاشات سريعة للأعين لأعلى ولأسفل، تقبض الحدقة، أو عدم استقرار وظائف الجسم الذاتية

- المخيخ - عدم انتظام الحركة، عادةً يبدأ في الجذع، ضعف في الوجه من نفس الجانب، فقدان حسي من نفس الجانب، شلل في حركة العين المترافقة، انحراف تجانفي، تقبض الحدقة، أو انخفاض مستوى الوعي

## الأسباب
- ارتفاع ضغط الدم
- التشوه الشرياني الوريدي
- تمزق أم الدم
- الاعتلال الوعائي النشواني المخي
- الأورام داخل الجمجمة
- الاعتلال الخثري
- تحول النزفية لسكتة دماغية بنقص التروية
- جلطات الأوردة الدماغية
- تعاطي المنشطات العصبية
- داء مويامويا
- داء الخلايا المنجلية
- الصرع أو أمراض الأوعية الدموية بعد الولادة
- العدوى
- التهاب الأوعية الدموية
- نزيف داخل البطين عند حديثي الولادة

- الصدمة

في المرضى الأصغر سنًا، تعتبر التشوهات الوعائية، وخاصة التشوه الشرياني الوريدي والورم الوعائي الكهفي، من الأسباب الأكثر شيوعًا للنزيف. بالإضافة إلى ذلك، ترتبط التشوهات الوريدية بالنزيف.
في كبار السن، ترتبط الذبحة الدماغية النشوانية باحتشاء الدماغ وكذلك النزيف في المواقع السطحية، بدلاً من المادة البيضاء العميقة أو العقد القاعدية. يشار إلى هذه عادةً باسم "النزيف الفصي". لا ترتبط هذه النزيف بالذبحة النشوانية الجهازية.
الأورام النزفية أكثر تعقيدًا وتتضمن نزيفًا متجانسًا غالبًا مع وجود وذمة مصاحبة. ترتبط هذه النزيفات بنخر الورم، وغزو الأوعية اللمفاوية، وتكوين الأوعية الدموية الجديدة. تعتبر الأورام الدبقية الخبيثة هي أكثر الأورام الأولية شيوعًا التي يحدث فيها نزيف، في حين أن سرطان الغدة الدرقية وسرطان الخلايا الكلوية والورم الميلانيني وسرطان الرئة هي الأسباب الأكثر شيوعًا للنزيف الناجم عن الأمراض السرطانية المنتشرة.
تشمل الأسباب الأخرى للنزيف داخل المتني التحول النزفي للنوبة احتشائية والتي تحدث عادةً في توزيع وعائي كلاسيكي وتظهر في غضون 24 إلى 48 ساعة بعد الحدث الإقفاري. هذا النزيف نادرًا ما يمتد إلى الجهاز البطيني.

## الفيزيولوجيا المرضية
معظم حالات النزيف داخل المتن الأولي ناتجة عن ارتفاع ضغط الدم المزمن (ارتفاع ضغط الدم)، أو اعتلال وعائي نشواني مخي، أو كليهما. في حين أن هذه هي العمليات المسببة لمعظم الحالات، يُعرف عدد من العمليات المرضية الأخرى بتسريعها أو تفاقمها، بما في ذلك الاعتلال خثري، والتهاب الأوعية الدموية، وأورام الدماغ، والسكتة الإقفارية، والتشوهات الوعائية، وغيرها. بشكل عام، تعتبر الأمراض وعوامل الخطر المعروفة بتلف الأوعية الدموية عوامل خطر، ولكن ارتفاع ضغط الدم والاعتلال الوعائي النشواني المخي مرتبطان بقوة بشكل خاص.
الآلية الدقيقة التي تؤدي إلى النزيف تعتمد على السبب الكامن وراءها. بالنسبة للنزيف داخل المتن المرتبط بارتفاع ضغط الدم، يُعتقد أن وجود ثقوب صغيرة في الشرايين يتسبب في حدوث نزيف في الشرايين الدماغية العميقة، والتي تكون أصغر وأرق من الشرايين الأخرى. هذه هي الشرايين التي تزود الدم للعقد القاعدية، والمهاد، وجذع الدماغ، والأجزاء العميقة من المخيخ. وبالتالي، فإن هذه هي الهياكل الأكثر شيوعًا التي تتعرض للضرر في النزيف داخل المتن المرتبط بارتفاع ضغط الدم.
قد يتسبب الاعتلال الوعائي النشواني المخي في حدوث نزيف داخل المتن حتى في المرضى الذين لا يعانون من ارتفاع ضغط الدم. على عكس ارتفاع ضغط الدم، لا يؤثر الاعتلال الوعائي النشواني المخي عادةً على الأوعية الدموية في هياكل الدماغ العميقة. بدلاً من ذلك، يرتبط بشكل شائع بنزيف الأوعية الدموية الصغيرة في القشرة الدماغية. عامل الخطر الأقوى للنزيف داخل المتن المرتبط بالاعتلال الوعائي النشواني المخي هو الشيخوخة، ويشيع رؤية الاعتلال الوعائي النشواني المخي في المرضى الذين يعانون بالفعل، أو سيُشخصون قريبًا، بمرض الخرف.

## التشخيص

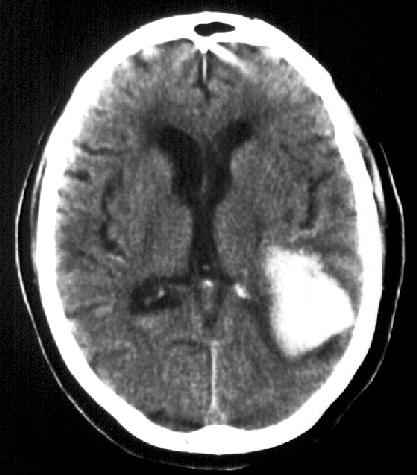
نزيف داخل النسيج المتني

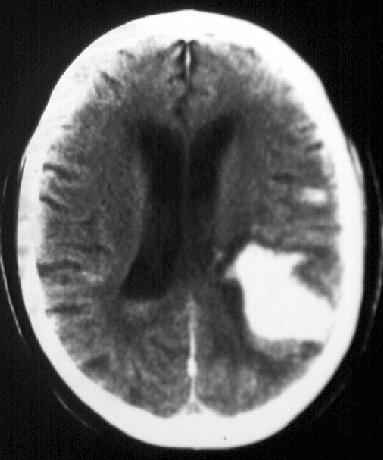
التصوير المقطعي المحوسب للنزيف داخل النسيج المتني

تصوير مقطعي محوسب (CT): قد يكون التصوير المقطعي المحوسب طبيعياً إذا اُجري بعد وقت قصير من ظهور الأعراض. يعد التصوير المقطعي المحوسب أفضل اختبار للبحث عن نزيف في الدماغ أو حوله. في بعض المستشفيات، قد يُجرى تصوير مقطعي محوسب للتصوير الوعائي الدماغي لمعرفة أماكن تدفق الدم وعدم تدفقه في الدماغ.
التصوير بالرنين المغناطيسي (MRI): قد يُظهر تقنية خاصة للتصوير بالرنين المغناطيسي (صورة الانتشار في الرنين المغناطيسي) دليلًا على السكتة الدماغية الإقفارية خلال دقائق من ظهور الأعراض. في بعض المستشفيات، قد يُجرى تصوير بالرنين المغناطيسي للتصوير الوعائي الدماغي لمعرفة أماكن تدفق الدم وعدم تدفقه في الدماغ.
الأنجيوغرام: اختبار يفحص الأوعية الدموية التي تغذي الدماغ. سيُظهر الأنجيوغرام ما إذا كان الوعاء الدموي مسدودًا بجلطة، أو ضيقًا، أو إذا كان هناك خلل في وعاء دموي يُعرف باسم تمدد الأوعية الدموية الدماغية (أنيوريسم).
دوبليكس للشرايين السباتية: وهو دراسة بالموجات فوق الصوتية لتقييم ما إذا كان المريض يعاني من تصلب عصيدي (تضييق) في الشرايين السباتية. هذه الشرايين هي الأوعية الدموية الكبيرة في الرقبة التي تغذي الدماغ.
تخطيط دوبلر عبر الجمجمة (TCD): هو دراسة بالموجات فوق الصوتية لتقييم ما إذا كان المريض يعاني من تصلب عصيدي (تضييق) في الأوعية الدموية داخل الدماغ. كما يمكن استخدامه لمعرفة ما إذا كان لديه جلطات دموية (سداد) في الأوعية الدموية.

## العلاج
نزيف المخ داخل المتني حالة خطيرة تتطلب رعاية طبية فورية. تهدف العلاجات إلى التدخلات المنقذة للحياة، والتدابير الداعمة، والسيطرة على الأعراض. يعتمد العلاج على موقع النزيف ومداه وسببه. غالبًا ما يمكن للعلاج عكس الضرر الذي حدث.
يُجرى أحيانًا عملية حج القحف لإزالة الدم أو الأوعية الدموية غير الطبيعية أو الورم. قد تُستخدم الأدوية لتقليل التورم، ومنع النوبات، وخفض ضغط الدم، والسيطرة على الألم.